# Toivo Topias Pohjala
Toivo Topias Pohjala (Harjavalta, 27 de julio de 1931 – 12 de noviembre de 2018) fue un agrónomo y político finlandés. Era hijo de Toivo Pohjala. Fue diputado del Parlamento de Finlandia de 1975 a 1987. De 1987 a 1991 ocupó el cargo de Ministro de Agricultura y Silvicultura.